# Cock Robin
Cock Robin američki je pop-rock sastav koji je 1982. osnovao Peter Kingsberry. Članovi izvorne postave bili su još i  Anna LaCazio, Clive Wright te Louis Molino III. Sastav je bio popularan uglavnom u 80-im godinama 20. stoljeća, i to uglavnom u Europi. Njihov najpoznatiji singl je "The Promise You Made" s debitantskog albuma objavljenog 1985.

## Studijski albumi
- Cock Robin (1985.)
- After Here Through Midland (1987.)
- First Love/Last Rites (1989.)
- I Don't Want to Save the World (2006.)
- Songs from a Bell Tower (2010.)
- Chinese Driver (2016.)
- Homo Alien (2021.)